# Катерина Дранець
Катерина Дранець (нар. 5 липня 1987) — колишня російська тенісистка.
Найвищу одиночну позицію світового рейтингу — 489 місце досягла 13 жовтня 2008, парну — 400 місце — 26 травня 2008 року.
Завершила кар'єру 2011 року.

## Фінали ITF
| турніри $10,000 |

### Парний розряд (0–1)
| Результат | W–L | Дата     | Турнір                     | Рівень | Покриття | Партнерка         | Суперниці                                    | Рахунок  |
| --------- | --- | -------- | -------------------------- | ------ | -------- | ----------------- | -------------------------------------------- | -------- |
| Поразка   | 0–1 | Жов 2004 | ITF Кампу-Гранді, Бразилія | 10,000 | Ґрунт    | Естафанія Грасіун | Естефанія Бальда Альварес Роксане Вайзенберг | 1–6, 4–6 |